# Loubigné
Loubigné ist eine französische Gemeinde mit 157 Einwohnern (Stand: 1. Januar 2022) im Département Deux-Sèvres in der Region Nouvelle-Aquitaine (vor 2016 Poitou-Charentes). Sie gehört zum Arrondissement Niort und zum Kanton Melle.

## Geographie
Loubigné liegt etwa 50 Kilometer südöstlich von Niort. Umgeben wird Loubigné von den Nachbargemeinden Chef-Boutonne im Norden, Valdelaume im Nordosten und Osten, Loubillé im Süden, Aubigné im Südwesten sowie La Bataille im Westen.

## Bevölkerungsentwicklung
| Jahr                       | 1962 | 1968 | 1975 | 1982 | 1990 | 1999 | 2006 | 2019 |
| Einwohner                  | 256  | 224  | 219  | 199  | 174  | 167  | 171  | 158  |
| Quellen: Cassini und INSEE |      |      |      |      |      |      |      |      |

## Sehenswürdigkeiten

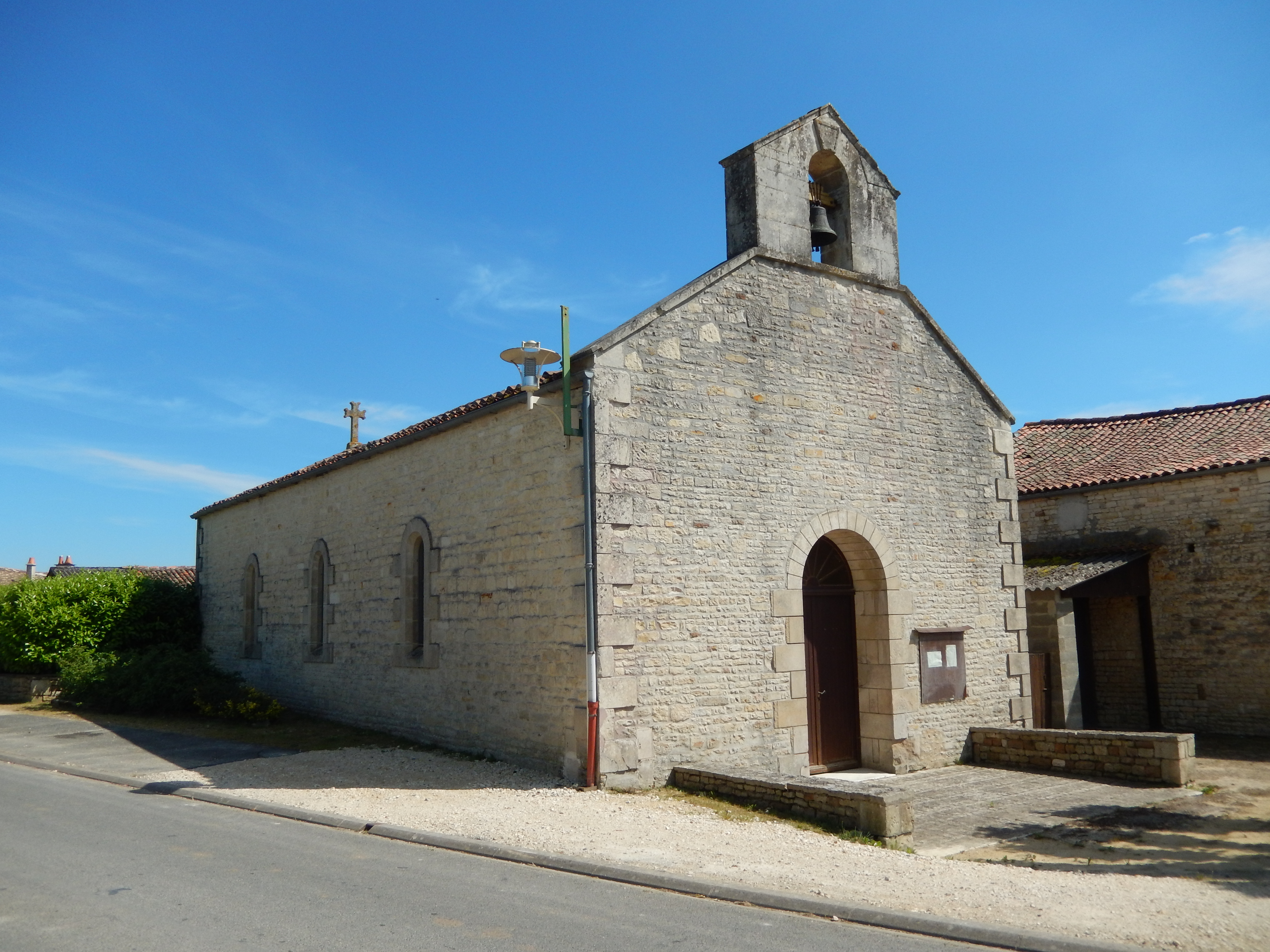
Kirche Saint-Pierre

- Kirche Saint-Pierre